# Matty Lee
Matty Lee (n. 5 martie 1998, Leeds, Anglia, Regatul Unit) este un săritor în apă ce a reprezentat Regatul Unit al Marii Britanii și al Irlandei de Nord, medaliat olimpic. A participat la 1 ediție a Jocurilor Olimpice (2020) în care a câștigat 1 medalie de aur.